# 청룡 (후조)
청룡(靑龍)은 중국 후조(後趙) 폐제(武帝) 의양왕(義陽王) 석감(石鑒)의 연호이다. 350년 정월에서 윤2월까지 3개월 동안 사용하였다. 350년 윤2월, 염민(冉閔)이 석감을 폐위시키고 염위(冉魏)를 건국하면서 폐지되었다.
같은 시기에 사용된 다른 연호로는 동진(東晉)에서 사용한 영화(永和 : 345년 ~ 356년), 전량(前凉)에서 사용한 건흥(建興 : 314년 ~ 361년), 대(代)에서 사용한 건국(建國 : 338년 ~ 376년)이 있다.

## 연대대조표
| 청룡                | 원년            |
| 서력                | 350년           |
| 육십간지 (六十干支) | 경술(庚戌)      |
| 동진 (東晉)         | 영화(永和) 6년  |
| 전량 (前凉)         | 건흥(建興) 38년 |
| 대 (代)             | 건국(建國) 13년 |

## 같이 보기
- 다른 왕조의 같은 연호
  - 조위(曺魏) 청룡(233년 ~ 237년)
  - 후연(後燕) 청룡(398년)

- 중국의 연호

| 이전 연호 태녕(太寧) | 중국의 연호 후조(後趙) | 다음 연호 영녕(永寧) |